# Георги Гьоков
Георги Янчев Гьоков е български политик. Народен представител от парламентарната група на Коалиция за България в XLII народно събрание.

## Биография
Георги Гьоков е роден на 13 декември 1961 година в старозагорското село Любеново. Завършва специалност „Инженерство“ в Техническия университет, Габрово. Бил е общински съветник и директор на Бюрото по труда в Стара Загора.
На парламентарните избори през 2013 година е избран за народен представител в XLII НС от листата на Коалиция за България във 27-и МИР Стара Загора.
От 13 декември 2021 г. до 2 август 2022 г. е министър на труда и социалната политика в правителството на Кирил Петков.